# Deputado estadual

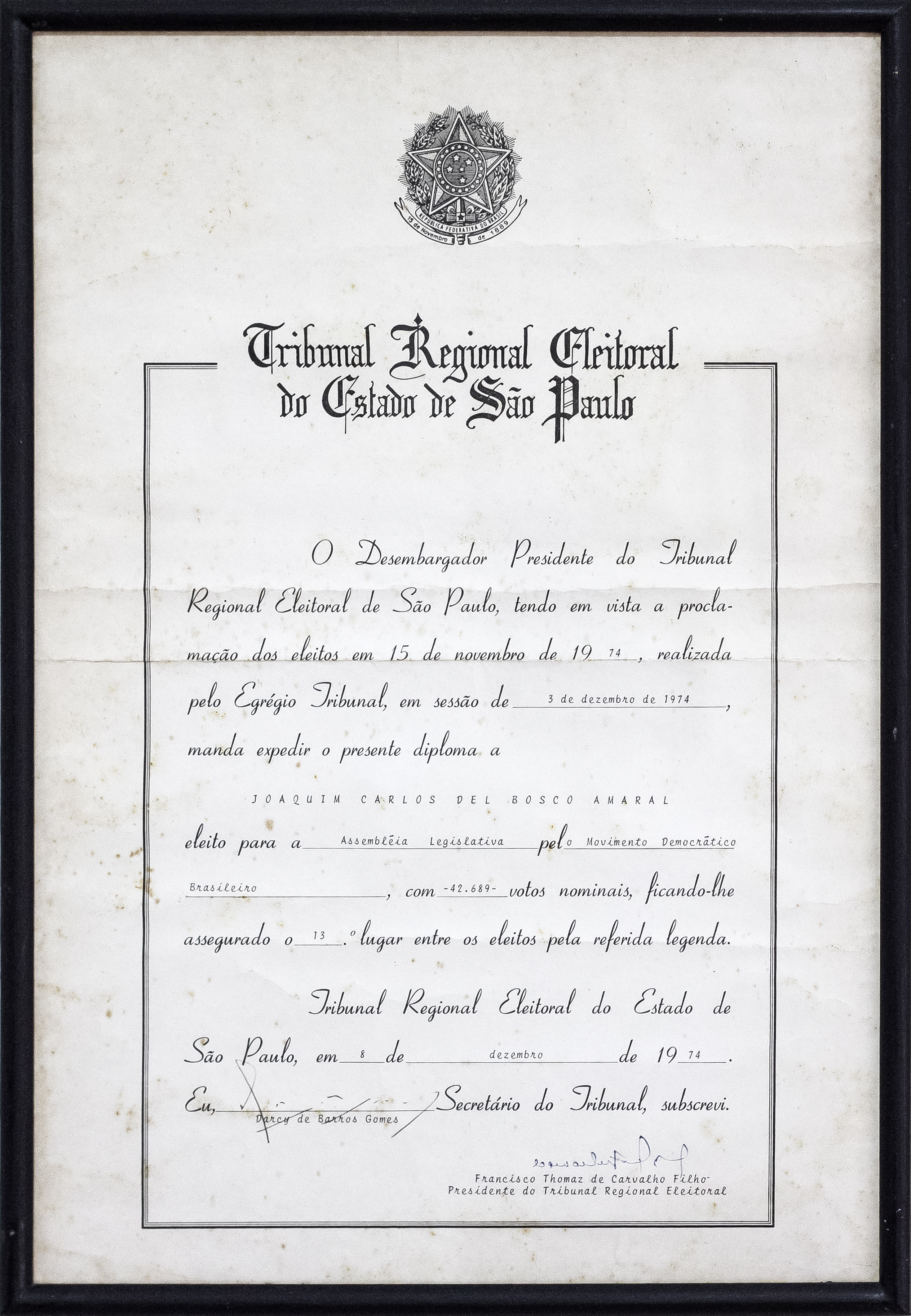
Diploma de Deputado Estadual conferido pelo TRE-SP em 1974.

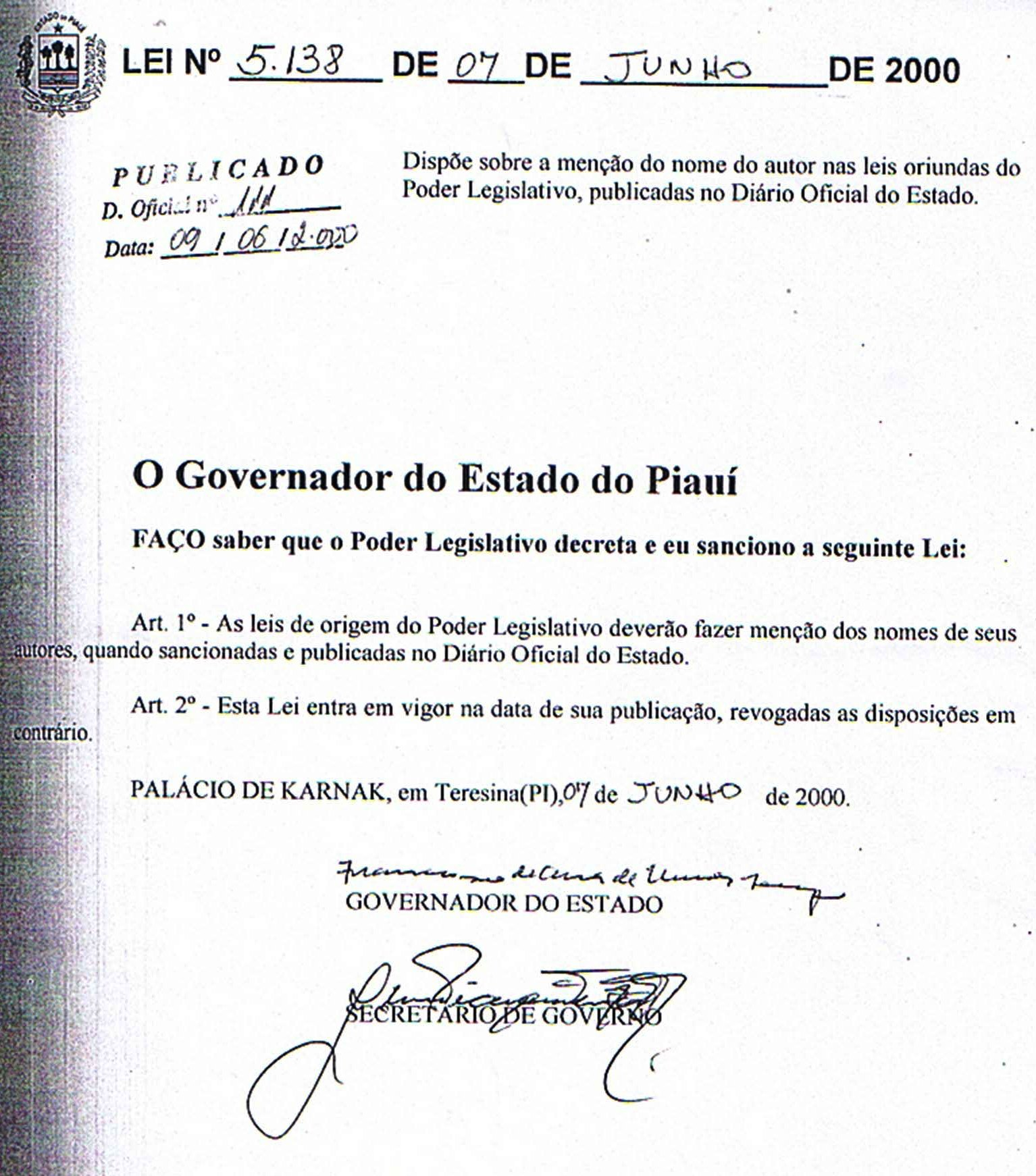
No estado do Piauí existe a Lei Nº 5138, de 7 de junho de 2000, que dispõe sobre a menção do nome do(a) deputado(a) estadual autor das leis aprovadas do Poder Legislativo, publicadas no Diário Oficial do Estado do Piauí

Deputado estadual, de acordo com a Constituição brasileira de 1988, é o representante popular estadual, eleito pelo sistema proporcional, no qual se leva em conta a votação da legenda (partido político ou coligação de partidos), para a definição do número de candidatos eleitos pela mesma, e a votação obtida pelo candidato, para determinar-se quais candidatos de cada legenda ocuparão as vagas pela mesma conquistadas. Deputado estadual é o nome dado ao agente político, enquanto o órgão correspondente é a Assembleia Legislativa do Estado, órgão superior do Poder Legislativo de cada estado da federação.
No tempo do Brasil Imperial (1822-1889), os deputados provinciais eram os agentes políticos do Poder Legislativo de cada província do Império - equivalentes aos atuais deputados estaduais.

## Mandato
O mandato tem 4 anos.
O presidente é eleito por um período de 4 anos com início de 6 meses após as eleições para o parlamento.

## Função
Confere aos deputados estaduais a função de legislar, no campo das competências legislativas do Estado, definidas pela Constituição Federal, inclusive podendo propor, emendar, alterar, revogar e derrogar leis estaduais, tanto ordinárias como complementares, elaborar e emendar a Constituição estadual, julgar anualmente as contas prestadas pelo Governador do Estado, criar Comissões Parlamentares de Inquérito, além de outras competências estabelecidas na Constituição Federal e na Constituição Estadual.
No Distrito Federal, esse cargo equivale a Deputado Distrital.

## Lista de Deputados Estaduais por Estado
| - Deputados estaduais do Estado do Acre - Deputados estaduais do Estado de Alagoas - Deputados estaduais do Estado do Amapá - Deputados estaduais do Estado do Amazonas - Deputados estaduais do Estado da Bahia - Deputados estaduais do Estado do Ceará - Deputados estaduais do Estado do Espírito Santo - Deputados estaduais do Estado de Goiás - Deputados estaduais do Estado do Maranhão - Deputados estaduais do Estado do Mato Grosso - Deputados estaduais do Estado do Mato Grosso do Sul - Deputados estaduais do Estado de Minas Gerais - Deputados estaduais do Estado do Pará | - Deputados estaduais do Estado da Paraíba - Deputados estaduais do Estado do Paraná - Deputados estaduais do Estado de Pernambuco - Deputados estaduais do Estado do Piauí - Deputados estaduais do Estado do Rio de Janeiro - Deputados estaduais do Estado do Rio Grande do Norte - Deputados estaduais do Estado do Rio Grande do Sul - Deputados estaduais do Estado de Rondônia - Deputados estaduais do Estado de Roraima - Deputados estaduais do Estado de Santa Catarina - Deputados estaduais do Estado de São Paulo - Deputados estaduais do Estado de Sergipe - Deputados estaduais do Estado do Tocantins - Deputados distritais do Distrito Federal |

## Condições de elegibilidade
I - a nacionalidade brasileira;
II - o pleno exercício dos direitos políticos;
III - o alistamento eleitoral;
IV - o domicílio eleitoral na circunscrição;
V - a filiação partidária;
VI - a idade mínima de 21 anos.
São inelegíveis os inalistáveis e os analfabetos.